# Pašinka
Pašinka är en ort i Tjeckien.   Den ligger i regionen Mellersta Böhmen, i den centrala delen av landet, 60 km öster om huvudstaden Prag. Pašinka ligger 265 meter över havet och antalet invånare är 303.
Terrängen runt Pašinka är lite kuperad. Runt Pašinka är det tätbefolkat, med 570 invånare per kvadratkilometer. Närmaste större samhälle är Kolín, 3,7 km norr om Pašinka. Trakten runt Pašinka består till största delen av jordbruksmark.